# Malvadisco
Malvadisco es el tercer álbum de estudio del cantante y compositor mexicano Caloncho, lanzado el 21 de septiembre de 2021 por Universal Music México. El álbum consta de once pistas originales. Seis sencillos fueron lanzados como oficiales acompañados de un video oficial; «Adolescentes» fue el primer sencillo que salió a la luz, publicado el 28 de mayo de 2020, posteriormente le siguieron «Luna completa» el 8 de septiembre del mismo año, «Medio oriente» el 25 de mayo de 2021, «Shulaguapa» el 13 de julio, «Magento» el 21 de septiembre y finalmenre «Bombones» el 29 de noviembre de 2021.

## Lista de canciones
| N.º   | Título          | Escritor(es)                                   | Duración |  |
| 1.    | «Malvado»       | Óscar Alfonso Castro Valenzuela                | 3:30     |  |
| 2.    | «Magento»       | Castro Valenzuela • David Aguilar              | 2:54     |  |
| 3.    | «Luna completa» | Castro Valenzuela • Mateo Lewis                | 4:48     |  |
| 4.    | «Adolescentes»  | Castro Valenzuela                              | 2:41     |  |
| 5.    | «Esfera»        | Castro Valenzuela                              | 4:12     |  |
| 6.    | «Shulaguapa»    | Castro Valenzuela • Gabacho                    | 3:06     |  |
| 7.    | «Sensei»        | Castro Valenzuela                              | 2:54     |  |
| 8.    | «Medio oriente» | Castro Valenzuela • David Aguilar • Siddhartha | 3:08     |  |
| 9.    | «Mono gámez»    | Castro Valenzuela                              | 2:48     |  |
| 10.   | «Epitafio»      | Castro Valenzuela                              | 2:36     |  |
| 11.   | «Bombones»      | Castro Valenzuela                              | 5:11     |  |
| 37:56 |                 |                                                |          |  |

## Historial de lanzamiento
| País   | Fecha                    | Formato(s)            | Sello                  | Ref.  |
| ------ | ------------------------ | --------------------- | ---------------------- | ----- |
| México | 21 de septiembre de 2021 | CD + Descarga digital | Universal Music México | [ 8 ] |